# Saint-Joachim (Québec)
Pour les articles homonymes, voir Saint-Joachim.
Saint-Joachim est une municipalité de paroisse du Québec, située près de la Ville de Québec dans la municipalité régionale de comté de La Côte-de-Beaupré, dans la région administrative de la Capitale-Nationale.

## Toponymie
Elle est nommée en l'honneur de saint Joachim, époux de sainte Anne et père de Marie de Nazareth. Cette communauté est l'un des plus anciens lieux de colonisation au Canada.

## Histoire
En mai 1756, Louis Joseph de Saint-Véran, Marquis de Montcalm et Commandant en chef des armées du roi en Nouvelle-France, débarquait à la petite ferme de Saint-Joachim pour tenter de sauver la colonie de la menace anglaise. Après avoir quitté le cap Tourmente, Montcalm se rendit en calèche à Québec où il arriva le 13 mai.
En août 1759, lors du siège de Québec, dans une lettre à Robert Monckton, le major-général et commandant des forces de terre britanniques de l’expédition sur Québec, James Wolfe, projette d'incendier toutes les maisons du village de Saint-Joachim à la rivière Montmorency. Un détachement des troupes de l'armée débarque à Saint-Joachim. Selon une version, les paroissiens se déguisent en Indiens et attaquent les troupes britanniques. Le curé Philippe-René Robinau de Portneuf et plusieurs paroissiens sont tués. En guise de représailles, l'église est incendiée et aujourd'hui, il n'en reste que les fondations découvertes lors de fouilles archéologiques en 1965,.
En 2010, Saint-Joachim a été un des villages retenus dans l'émission La Petite Séduction.
En février 2011, Saint-Joachim s'est doté d'un site internet municipal qui présente notamment les nombreux attraits du milieu et un album compilant de nombreuses photos.

## Géographie
La rivière Sainte-Anne délimite le nord-ouest de la municipalité en coulant vers le sud-ouest.

## Démographie
| 1996  | 2001  | 2006  | 2011  | 2016  | 2021  |
| ----- | ----- | ----- | ----- | ----- | ----- |
| 1 493 | 1 471 | 1 362 | 1 471 | 1 441 | 1 427 |

## Administration
Les élections municipales se font en bloc pour le maire et les six conseillers.
| Saint-Joachim Maires depuis 2001                                                                                     |                |         |          |
| Élection | Maire          | Qualité | Résultat |
| 2001 | Gaston Gagnon  |         | Voir     |
| 2005 | Gaston Gagnon  | Voir    |          |
| 2009 | Marc Dubeau    |         | Voir     |
| 2013 | Marc Dubeau    | Voir    |          |
| 2017 | Marc Dubeau    | Voir    |          |
| 2021 | Mario Langevin |         | Voir     |
| Élection partielle en italique Depuis 2005, les élections sont simultanées dans toutes les municipalités québécoises |                |         |          |

## Attraits
La route de Nouvelle-France est l’une des plus vieilles artères de l’Amérique du Nord. Cette route touristique débute sur la place de l'Hôtel-de-Ville dans le Vieux-Québec, traverse l'arrondissement historique de Beauport et les municipalités de Boischatel, L'Ange-Gardien, Château-Richer, Sainte-Anne-de-Beaupré et Beaupré pour aboutir à Saint-Joachim et terminer au cap Tourmente.
À Saint-Joachim, l'avenue Royale est bordée de nombreuses maisons ancestrales que l’on retrouve également près de la rivière Blondelle. Le long d'un parcours de 10 km, il est possible, dans le cadre du circuit Archéo-Vision, de découvrir la richesse archéologique de cette communauté, l'un des plus anciens lieux de colonisation au Canada, puisque dès 1610 le blé y est cultivé pour la colonie naissante à Québec. Le Séminaire de Québec, fondé par François de Montmorency-Laval, était le propriétaire des lieux sous le régime seigneurial et y implanta quatre fermes à partir de 1664, et fut ainsi la première institution à avoir enseigné l'agriculture dans le pays.
L’église actuelle est une des plus anciennes églises conservées au Québec, construite en pierre entre 1777 et 1779 dans un style appelé jadis jésuite. Plus loin en direction du cap Tourmente, le domaine du Petit Cap (qui fait partie de la municipalité de Saint-Louis-de-Gonzague-du-Cap-Tourmente) comporte une chapelle construite en 1780 et une vaste maison de retraite pour les prêtres du Séminaire de Québec.
On y trouve des sites naturels comme le canyon Sainte-Anne avec sa chute de 74 mètres qui gronde entre des gorges vieilles de 1,2 milliard d'années, les sentiers de la réserve nationale de faune du cap Tourmente, première réserve protégée en Amérique du Nord en 1981 en vertu de la convention de Ramsar sur la protection des aires humides. Le cap Tourmente est fréquenté par les oies des neiges et plus de trois cents autres espèces d’oiseaux.
Au printemps, la Grande Ferme fait renaître la tradition des semailles, coutume religieuse qui vise à protéger les semences et obtenir des récoltes abondantes. Le Centre d'initiation au patrimoine La Grande Ferme de Saint-Joachim offre des activités à l’année. Des randonnées pédestres, équestres ou à vélo peuvent être faites l'été et du patinage aux flambeaux l'hiver. À l'automne se tient le Festival de l’Oie des Neiges avec de nombreuses activités : observation des oies à la réserve nationale de faune du cap Tourmente, marché d’automne, spectacles, etc.

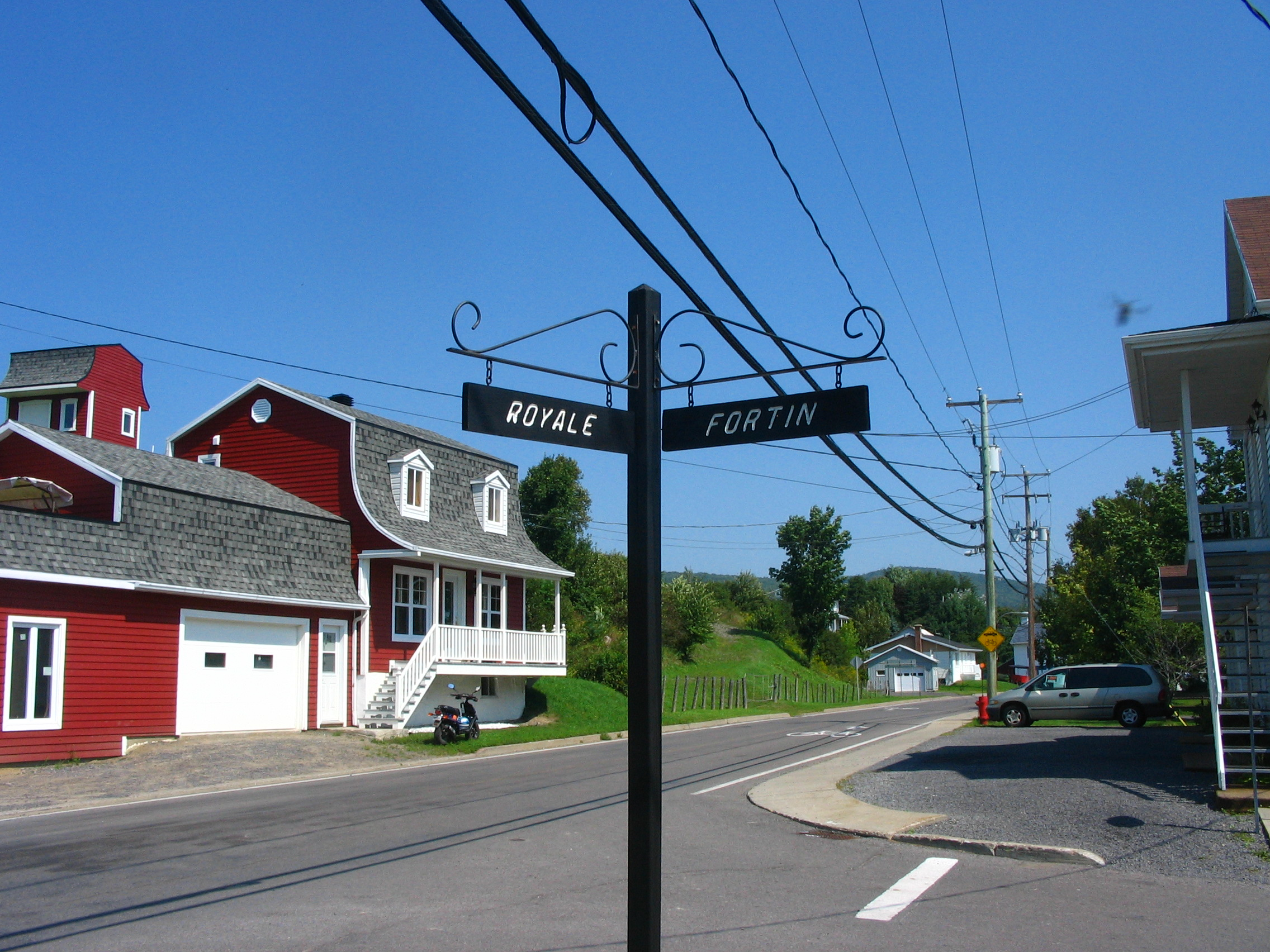
La route de la Nouvelle-France, l’une des plus vieilles artères de l’Amérique du Nord, traverse Saint-Joachim (avenue Royale) pour se terminer au cap Tourmente.
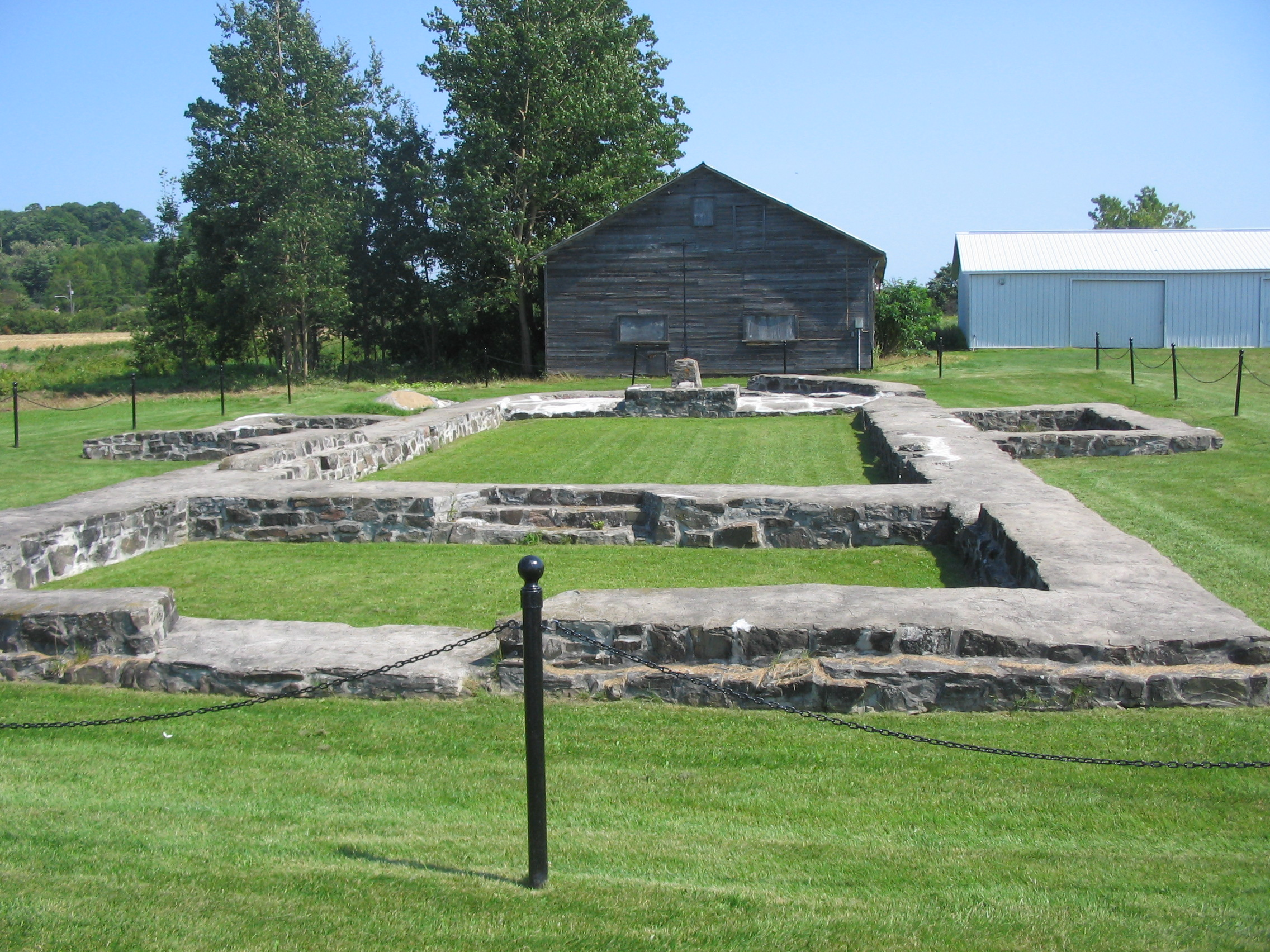
Fondations de la première église de Saint-Joachim, à la grande ferme du cap Tourmente.
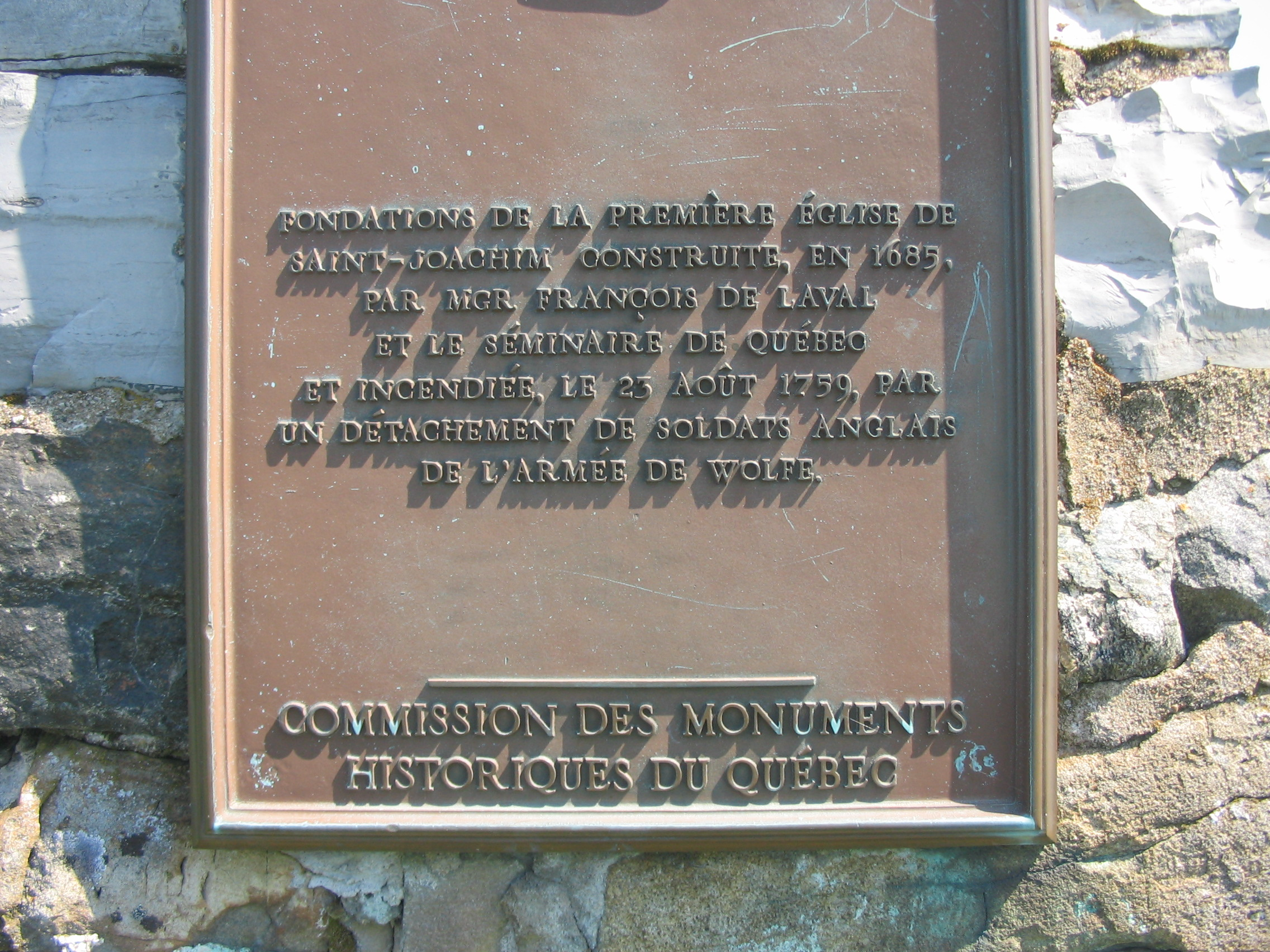
Plaque commémorative de la Commission des Monuments Historiques du Québec sur les fondations de la première église de Saint-Joachim à la grande ferme du cap Tourmente.